# Pternopetalum caespitosum
Pternopetalum caespitosum är en flockblommig växtart som beskrevs av R.H.Shan. Pternopetalum caespitosum ingår i släktet Pternopetalum och familjen flockblommiga växter. Inga underarter finns listade i Catalogue of Life.